# Championnat de Nouvelle-Zélande de football 1996
Navigation
Saison précédente Saison suivante
La saison 1996 du Championnat de Nouvelle-Zélande de football est la 27e édition du championnat de première division en Nouvelle-Zélande. La National Summer Soccer League  est organisée en deux phases. Lors de la première, dix équipes (sélectionnées par invitation) se retrouvent au sein d'une poule unique où les formations se rencontrent deux fois, à domicile et à l'extérieur. Les quatre premiers disputent ensuite la troisième phase, qui se joue en tournoi à élimination directe jusqu'à la finale nationale. Il n'y a ni promotion, ni relégation en fin de saison. Cette édition sert de transition afin de permettre à la prochaine saison de démarrer en novembre 1996. 
C'est le club de Waitakere City FC, tenant du titre, qui remporte à nouveau le championnat après avoir battu en finale Miramar Rangers. C'est le 4e titre de champion de Nouvelle-Zélande de l'histoire du club, qui réussit même le doublé en s'imposant en finale de la Coupe de Nouvelle-Zélande face à Mount Wellington AFC.

## Les clubs participants
| - North Shore United AFC - Waitakere City FC - Wellington United AFC - Miramar Rangers - Woolston WMC | - Mount Maunganui AFC - Waikato United - Napier City Rovers AFC - Nelson Suburbs AFC - Central United FC |

## Compétition
Un système de comptage de points différent est mis en place cette saison. Une victoire vaut quatre points, une défaite zéro. En cas de match nul, une séance de tirs au but est disputée, elle rapporte deux points au vainqueur et un point au perdant. Le barème utilisé pour établir le classement est le suivant :
- Victoire dans le temps réglementaire : 4 points
- Victoire après séance de tirs au but : 2 points
- Défaite après séance de tirs au but : 1 point
- Défaite dans le temps réglementaire : 0 point

| Rang | Équipe                 | Pts | J  | G  | N | P  | Bp | Bc | Diff |
| ---- | ---------------------- | --- | -- | -- | - | -- | -- | -- | ---- |
| 1    | Miramar Rangers AFC    | 46  | 18 | 11 | 2 | 5  | 45 | 29 | +16  |
| 2    | Waitakere City FC (T)  | 45  | 18 | 10 | 3 | 5  | 48 | 32 | +16  |
| 3    | North Shore United AFC | 44  | 18 | 9  | 5 | 4  | 37 | 28 | +9   |
| 4    | Wellington United AFC  | 43  | 18 | 9  | 4 | 5  | 38 | 27 | +11  |
| 5    | Napier City Rovers AFC | 42  | 18 | 9  | 4 | 5  | 45 | 28 | +17  |
| 6    | Central United FC      | 41  | 18 | 8  | 5 | 5  | 33 | 23 | +10  |
| 7    | Nelson Suburbs AFC     | 34  | 18 | 8  | 2 | 8  | 35 | 46 | -11  |
| 8    | Waikato United         | 21  | 18 | 5  | 1 | 12 | 30 | 44 | -14  |
| 9    | Mount Maunganui AFC    | 15  | 18 | 3  | 2 | 13 | 21 | 45 | -24  |
| 10   | Woolston WMC           | 14  | 18 | 3  | 2 | 13 | 25 | 55 | -30  |

|  | Qualification pour la phase finale |
|  | (T) : Tenant du titre              |

### Phase finale
|  | Quarts de finale | Quarts de finale  | Quarts de finale |  |   | Demi-finale     | Demi-finale | Demi-finale |   |                 | Finale            | Finale            | Finale            |
|  |                  |                   |                  |  |   |                 |             |             |   |                 |                   |                   |                   |
|  | 5 mai            |                   |                  |  |   |                 |             |             |   |                 |                   |                   |                   |
|  | 1                | Miramar Rangers   | 0                |  |   |                 |             |             |   |                 | 19 mai à Auckland | 19 mai à Auckland | 19 mai à Auckland |
|  | 2                | Waitakere City FC | 1                |  |   | 12 mai          | 12 mai      | 12 mai      |   |                 | 2                 | Waitakere City FC | 5                 |
|  |                  |                   |                  |  | 1 | Miramar Rangers | 2           |             | 1 | Miramar Rangers | 2                 |                   |                   |
|  | 5 mai            | 5 mai             | 5 mai            |  | 3 | North Shore     | 0           |             |   |                 |                   |                   |                   |
|  | 3                | North Shore tab   | 1 (9)            |  |   |                 |             |             |   |                 |                   |                   |                   |
|  | 4                | Wellington Utd    | 1 (8)            |  |   |                 |             |             |   |                 |                   |                   |                   |

## Bilan de la saison
| Championnat de Nouvelle-Zélande de football 1996                             |                              |
| Champion                                                                     | Waitakere City FC (4e titre) |
| Coupes et trophées                                                           |                              |
| Vainqueur de la Coupe de Nouvelle-Zélande 1996                               | Waitakere City FC            |
| Promotions et relégations                                                    |                              |
| Promus en Championnat de Nouvelle-Zélande de football                        | Aucun                        |
| Relégués en Championnat de Nouvelle-Zélande de football de deuxième division | Aucun                        |